# Shixi, Chongqing
Shixi (kinesiska: 石溪) är en köping i sydvästra Kina. Den ligger i stadsdistriktet Nanchuan, i storstadsområdet Chongqing, omkring 52 kilometer sydost om det centrala stadsdistriktet Yuzhong. Antalet invånare är 9 982. Befolkningen består av 4 983 kvinnor och 4 999 män. Barn under 15 år utgör 19,0 %, vuxna 15-64 år 62 %, och äldre över 65 år 18,0 %.